# Paromola macrochira
Paromola macrochira is een krabbensoort uit de familie van de Homolidae. De wetenschappelijke naam van de soort is voor het eerst geldig gepubliceerd in 1961 door Sakai.